# Nathalie Ducharme
Pour les articles homonymes, voir Ducharme.
Nathalie Ducharme est une réalisatrice, scénariste, directeur de la photographie, productrice, monteuse et actrice québécoise. Elle est l'auteur de plusieurs documentaires, fictions, télé-réalité et de reportages journalistiques en anglais comme en français. Elle est également une spécialiste des communications, marketing, relations publiques et relations de presse. Elle dirige la société Médias Big deal productions. 

## Filmographie

### Commeréalisatrice
- 2015 : Superhéros (documentaire)
- 2015 : Toujours artiste (documentaire)
- 2013 : Les Vies de mon père : Yvan Ducharme (documentaire)
- 2007-2008 : SOS santé (série télévisée)
- 2007 : 90 minutes de bonheur (reportage / Talk Show)
- 2006-2007 : Simplement Noël (documentaire)
- 2005 : Donnez au suivant (série télévisée)
- 2005 : 109 (Série télévisée)
- 2005 : Les Écolos (documentaire)
- 2004 : Viva la salsa (documentaire)
- 2004 : In extremis (documentaire)
- 2004 : Live to Dance (série télévisée)
- 2002-2004 : Culture choc (série télévisée)
- 2001-2003 : A Monk's Voice (documentaire)

### Commescénariste
- 2015-2016 : Superhéros (documentaire)
- 2015-2016 : Toujours artiste (documentaire)
- 2002-2013 : Les Vies de mon père : Yvan Ducharme (documentaire)
- 2007-2008 : SOS santé (série télévisée)
- 2005 : Donnez au suivant (série télévisée)
- 2005 : 109 (série télévisée)
- 2005 : Les Écolos (documentaire)
- 2004 : Viva la salsa (documentaire)
- 2004 : In extremis (documentaire)
- 2003-2004 : Culture choc (série télévisée)
- 2001-2003 : A Monk's Voice (documentaire)
- 1999 : Cinéphile (série télévisée)

### Comme directeur de la photographie
- 2015-2016 : Superhéros (documentaire)
- 2015-2016 : Toujours artiste (documentaire)
- 2002-2013 : Les Vies de mon père : Yvan Ducharme (documentaire)
- 2006-2007 : Simplement Noël (documentaire)
- 2005 : 109 (série documentaire)
- 2003-2005 : Buy Me (série télévisée)
- 2001-2003 : A Monk's Voice (documentaire)
- 1999 : Culture choc (série télévisée)

### Comme productrice
- 2015-2016 : Superhéros
- 2015-2016 : Toujours artiste
- 2002-2013 : Les Vies de mon père : Yvan Ducharme
- 2001-2003 : A Monk's Voice
- 1998 : Straight From the Suburbs (fiction)

### Comme monteuse
- 2003 : A Monk's Voice

### Comme actrice
- 1998 : Straight From the Suburbs : Mary
- 1994-1998 : Starmaniac : Marie Dusz
- 1994-1998 : La Mort en coulisse : Christina Delizia